# Arena y sol
"Arena y Sol" é uma canção da cantora e atriz mexicana Anahí, gravada para o seu sexto álbum de estúdio, Inesperado (2016). A canção conta com a participação do grupo cubano Gente de Zona. Foi escrita por Alexander Delgado, Randy Martinez, Paolo Tondo, Tat Tong, Jesus Herrera, Jovany Barreto e Luis Salazar e produzida pelos últimos três.

## Antecedentes
Em 25 de agosto de 2015, a dupla Gente de Zona confirmou durante uma entrevista para o canal Ritmoson Latino, que estava gravando uma canção com a cantora onde comentaram que: "entramos em acordo com Anahí, já que nós gostamos de experimentar novos ritmos, então muito em breve vão escutar a gente ao lado de Anahí e é muito importante pra gente já que queremos nos aproximar mais e mais do mercado mexicano". Em 27 de outubro de 2015, a interprete compartilhou uma prévia do tema "Arena y Sol" em sua página no Instagram.

## Composição e produção
A canção foi composta por Alexander Delgado, do grupo Gente de Zona, Randy Martinez, Paolo Tondo, Tat Tong, Jesus Herrera, Jovany Barreto e Luis Salazar, sendo produzida pelos três últimos.

## Lançamento cancelado
Anahí confirmou durante uma entrevista para o programa Telehit que a canção poderia vir a ser o quinto single, porém, devido a confirmação da gravidez da cantora em setembro de 2016, o lançamento foi cancelado, encerrando a divulgação do álbum.

## Lista de faixas
| Download digital |                                   |                                                                                                 |                         |         |  |
| N.º              | Título                            | Compositor(es)                                                                                  | Produtor(es)            | Duração |  |
| 1.               | "Arena y Sol" (com Gente de Zona) | Jovany Barreto Luis Salazar Alexander Delgado Jesus Herrera Randy Martinez Paolo Tondo Tat Tong | Herrera Barreto Salazar | 3:26    |  |